# Don Budge
John Donald "Don" Budge (Oakland, 13 de junio de 1915-Poughkeepsie, 26 de enero de 2000) fue un tenista estadounidense. Su logro más importante es haber sido el primer hombre en conquistar el Grand Slam, es decir, ganar los cuatro torneos más importantes del planeta en la misma temporada, lo que pudo realizar en el año 1938, aunque técnicamente lo logró después de Fred Perry que logró el Grand Slam en este caso de carrera. Ganó diez majors, de los cuales seis fueron Grand Slam (de forma consecutiva, un récord masculino) y cuatro Pro Slams, estos últimos logrados en tres superficies diferentes. Se considera que Budge tiene uno de los mejores reveses de la historia del tenis, y la mayoría de los observadores lo califican mejor que el del posterior jugador Ken Rosewall.
Budge es también el único hombre que ha logrado la Triple Corona (ganar individuales, dobles masculinos y dobles mixtos en el mismo torneo) en tres ocasiones distintas (Wimbledon en 1937 y 1938, y el US Championships en 1938), y el único hombre que lo ha conseguido dos veces en un mismo año. Budge fue número 1 mundial amateur en 1937 y 1938 y número 1 mundial profesional en 1939, 1940 y 1942.

## Biografía
Budge nació en Oakland, California, hijo de Escocés, inmigrante y exjugador de fútbol John «Jack» Budge, que había jugado varios partidos con el  equipo de reserva de los Rangers antes de emigrar a Estados Unidos, y Pearl Kincaid Budge. Durante su infancia, practicó diversos deportes antes de iniciarse en el tenis a los 13 años a instancias de su hermano mayor, Lloyd, que jugaba al tenis en el equipo de la Universidad de California. También tenía una hermana mayor. Era pelirrojo, alto y delgado, y su altura acabaría ayudando a lo que todavía se considera uno de los saques más poderosos de todos los tiempos. Budge estudió en la Universidad de California, Berkeley, a finales de 1933, pero lo dejó para jugar al tenis con el equipo auxiliar estadounidense de Copa Davis.

## Trayectoria profesional
Budge se hizo profesional en octubre de 1938 tras ganar el Grand Slam, y a partir de entonces jugó sobre todo partidos mano a mano. En 1939, venció a los dos reyes reinantes del tenis profesional, Ellsworth Vines, 22 partidos a 17, y Fred Perry, 28 partidos a 8. Ese año, también ganó dos grandes torneos profesionales, el French Pro Championship sobre Vines y el Wembley Pro sobre Hans Nüsslein. También terminó en primer lugar en la gira europea del verano en la que también participaron Vines, Tilden y Stoefen. Budge fue clasificado profesional número 1 del mundo por Bowers, Didier Poulain de L'Auto y Alfred Chave, The Telegraph (Brisbane).
En 1940 no hubo circuito profesional de la serie mundial, sino siete torneos principales. Budge mantuvo su corona mundial al ganar cuatro de estos eventos: el Southeastern Pro en Miami Beach (venciendo a Perry en la final), el North & South Pro en Pinehurst (venciendo a Dick Skeen en la final), el National Open en White Sulphur Springs (venciendo a Bruce Barnes en la final) y el United States Pro Championship (venciendo a Perry en la final). Budge fue clasificado profesional número 1 del mundo por Bowers.
El 29 de julio de 1940, Budge jugó un partido de exhibición ante 2000 personas en el Cosmopolitan Club de Harlem contra el mejor jugador de la American Tennis Association Jimmie McDaniel. Se cree que fue el primer partido de tenis interracial jugado ante un gran público que tuvo lugar en Estados Unidos.
En 1941, Budge jugó otra gran gira venciendo a Bill Tilden, de 48 años, con un resultado de 47-6 más un empate. Budge (que acababa de salir del hospital) perdió su partido inaugural en los campeonatos profesionales de Estados Unidos contra John Faunce. «Verás, Don estuvo en el hospital hace un par de semanas, se cayó por unas escaleras y se golpeó la nariz y la oreja izquierda. Hoy no tenía piernas en la pista y, naturalmente, esa fue mi señal para hacerle correr y, créanme, nunca en mi vida he pegado mejores drop shots que hoy. Podía poner esa pelota en una moneda de diez centavos!», dijo Faunce después.
En 1942, Budge ganó su último gran torneo sobre Bobby Riggs, Frank Kovacs, Perry y Les Stoefen. También ganó el U.S. Pro en Forest Hills, aplastando a Riggs en tres sets seguidos en la final. El público abucheó cuando se denegó a Riggs la petición de llevar zapatos con clavos. Después de eso, muchos de los mejores profesionales, incluido Budge, participaron en la Segunda Guerra Mundial. Budge fue clasificado número 1 del mundo por Bowers y por la USPLTA.

## Torneos de Grand Slam

### Campeón Individuales (6)
| Año  | Torneo                            | Oponente en la final | Resultado           |
| 1937 | Wimbledon                         | Gottfried von Cramm  | 6-3 6-4 6-2         |
| 1937 | US National Singles Championships | Gottfried von Cramm  | 6-1 7-9 6-1 3-6 6-1 |
| 1938 | Campeonato Australiano            | John Bromwich        | 6-4 6-2 6-1         |
| 1938 | Campeonato Francés                | Roderich Menzel      | 6-3 6-2 6-4         |
| 1938 | Wimbledon                         | Bunny Austin         | 6-1 6-0 6-3         |
| 1938 | US National Singles Championships | Gene Mako            | 6-3 6-8 6-2 6-1     |

### Finalista Individuales (1)
| Año  | Torneo                            | Oponente en la final | Resultado            |
| 1936 | US National Singles Championships | Fred Perry           | 6-2 2-6 6-8 6-1 8-10 |

### Campeón Dobles (4)
| Año  | Torneo                            | Pareja    | Oponentes en la final           | Resultado       |
| 1936 | US National Doubles Championships | Gene Mako | Wilmer Allison John Van Ryn     | 6-4 6-2 6-4     |
| 1937 | Wimbledon                         | Gene Mako | Pat Hughes Raymond Tuckey       | 6-0 6-4 6-8 6-1 |
| 1938 | Wimbledon                         | Gene Mako | Henner Henkel George von Metasa | 6-4 6-3 3-6 8-6 |
| 1938 | US National Doubles Championships | Gene Mako | John Bromwich Adrian Quist      | 6-3 6-2 6-1     |

### Finalista Dobles (3)
| Año  | Torneo                            | Pareja    | Oponentes en la final             | Resultado           |
| 1935 | US National Doubles Championships | Gene Mako | Wilmer Allison John Van Ryn       | 2-6 3-6 6-2 6-3 1-6 |
| 1937 | US National Doubles Championships | Gene Mako | Henner Henkel Gottfried von Cramm | 4-6 5-7 4-6         |
| 1938 | Campeonato Francés                | Gene Mako | Bernard Destremau Yvon Petra      | 6-3 3-6 7-9 1-6     |

### Clasificación en torneos del Grand Slam
| Torneo                   | 1938 | 1937 | 1936 | 1935 | 1934 | Títulos |
| ------------------------ | ---- | ---- | ---- | ---- | ---- | ------- |
| Australian Championships | G    | -    | -    | -    | -    | 1       |
| Roland Garros            | G    | -    | -    | -    | -    | 1       |
| Wimbledon                | G    | G    | SF   | SF   | -    | 2       |
| US Championships         | G    | G    | F    | CF   | 4r   | 2       |